# 常善院
常善院（じょうぜんいん）は、東京都足立区にある新義真言宗の寺院。新四国四箇領八十八箇所霊場第9番札所。

## 概要
元和年間（1615年～1624年）、宇田川出雲の開基である。
江戸時代、徳川将軍は鷹狩のために江戸郊外のこの地を度々訪れており、当寺は「御膳所」（休憩場所）に充てられた。
当寺には大般若経600巻があり、足立区の文化財に登録されている。1961年（昭和36年）までは、この経本を箱に入れて周辺の地域を練り歩き、お札を配る「大般若」と呼ばれる行事があった。現在は「転読会」の形式に簡素化されている。

## 交通アクセス
- 亀有駅より徒歩23分（経路案内）。